# St.-Nicolai-Kapelle (Haar)

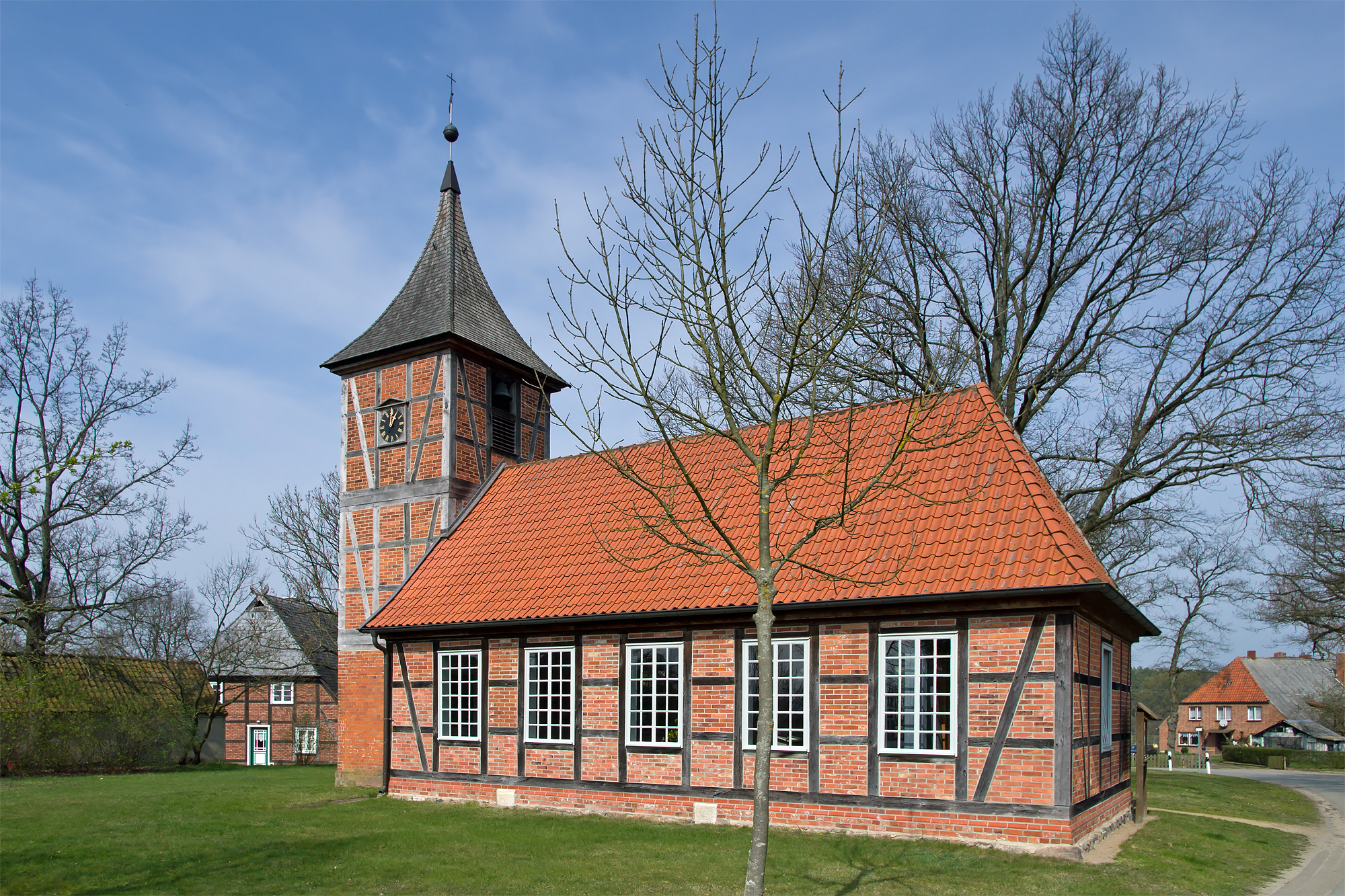
St.-Nicolai-Kapelle in Haar

Die evangelisch-lutherische St.-Nicolai-Kapelle steht im Ortsteil Haar der Gemeinde Amt Neuhaus im niedersächsischen Landkreis Lüneburg.

## Lage
Die St.-Nicolai-Kapelle liegt inmitten des kleinen Ortes Haar auf einer Rasenfläche. Nördlich grenzt die Kapelle direkt an Bäume, die die Kapelle deutlich überragen. 

## Geschichte
Ein erster Kapellenbau wurde 1663 errichtet und 1817 aufgrund von Baufälligkeit abgerissen. Das heutige Bauwerk wurde im Jahr 1817 an gleicher Stelle erbaut.
Nach zwischenzeitlich vorgenommenen Veränderungen am Gebäude wurde die Kapelle bei Renovierungen zwischen 1998 und 1999 wieder in ihren ursprünglichen Zustand aus dem Jahr 1817 zurückversetzt.
Die St.-Nicolai-Kapelle gehört heute neben der St.-Marien-Kirche in Stapel und der St.-Lukas-Kapelle in Konau zur Kirchengemeinde Stapel im Kirchenkreis Lüneburg der Evangelisch-lutherischen Landeskirche Hannovers.

## Architektur
Die Fachwerkkapelle mit Ziegelausfachung besteht aus einem Langhaus und einem Westturm. Das Dach des Turms ist mit Holzschindeln gedeckt, das Dach des Langhauses mit roten Dachziegeln. Die Längsseiten besitzen jeweils fünf Sprossenfenster.
Das Schiff der Kapelle entspricht einer Saalkirche. Im Innenraum der Kapelle stehen ausschließlich mobile und moderne Stühle. Die Wände sind in hellem Rosa gestrichen. Der Fußboden besteht aus terrakottafarbenen Ziegeln. Die Kapelle besitzt einen Kanzelaltar.